# Белова, Наталия Сергеевна
Наталия Сергеевна Белова (8 ноября 1917, Вятка — 15 июля 1983, Ленинград) — классический филолог, эпиграфист, археолог, кандидат исторических наук. Исследовала Боспорское царство, руководила полевыми археологическими экспедициями на городищах Керченского и Таманского полуострова, раскопала городище Порфмий.

## Биография
Родилась в городе Вятке (Кирове). Свою трудовую деятельность начала ученицей-шлифовальщицей на заводе им. Коминтерна. До войны в 1934 году один курс проучилась в Ленинградской консерватории.

### Великая Отечественная война
Образование получила на филологическом факультете Ленинградского университета, не получив диплома в июне 1941 года отбыла в часть к мужу, где вступила в ряды РККА. Служила военным переводчиком. Во время Великой Отечественной войны в 1941—1942 годах участвовала в боях за Керчь в составе войск Крымского фронта. Окончив Тбилисское артиллерийское училище, была начальником разведки артиллерийского дивизиона на 1-м Украинском фронте. Награждена правительственными наградами, в 1946 году была демобилизована.

### Научная и педагогическая карьера
С 1946 года была сотрудником отдела истории первобытной культуры Государственного Эрмитажа. В 1950 году закончила исторический факультет Ленинградского педагогического института имени А. И. Герцена. Кандидатская диссертация посвящена вопросу политического положения боспорских городов в IV веке до н. э. Работала в секторе древнего мира Ленинградского отделения Института истории АН СССР (тогда ЛОИИ) с 1954 года.
В июне 1955 года Н. С. Белова была принята на должность младшего научного сотрудника группы истории Древнего мира в ЛОИИ и сразу была включена в большую коллективную работу по изданию «Корпуса боспорских надписей».
Белова принимала участие в работах Боспорской, Нижнедонской и Ольвийской археологических экспедициях. Некоторое время руководила отрядом Боспорской экспедиции на раскопках античной загородной усадьбы близ Керчи. В 1957 году провела разведочные работы на городище Китей. Тогда впервые была прослежена стратиграфия городища до материка и дана их общая датировка. В течение многих лет участвовала в раскопках античного городища Порфмий.
В ЛОИИ работала до октября 1960 г., уволилась в связи с переходом на педагогическую работу в 1-й Ленинградский медицинский институт им. акад. И. П. Павлова.
В 1962 году назначена заведующей кафедрой латинского языка 1-го Ленинградского медицинского института имени академика И. П. Павлова вместо М. Е. Сергеенко. Была участником Центральной методической комиссии, одним из инициаторов терминологического обучения.
При создании Корпуса боспорских надписей (1965) ею выполнен осмотр и идентификация древнегреческих эпиграфических памятников, хранящихся в Керчи, часть из них она подготовила к изданию. Позднее издала ряд новых надписей. Её эпиграфические работы отличают основательность, изящный анализ надписей, умение в лапидарных текстах выявлять определённые исторические явления; содержат тонкие наблюдения и важные выводы.

## Награды
Была награждена медалями «За боевые заслуги» и «За победу над Германией».

## Избранные труды
- Политическое положение городов Боспора в IV в до н. э. Автореферат диссертации на соискание учёной степени кандидата исторических наук. — Л., 1954.
- Археологические разведки в Китее // Краткие сообщения Института археологии АН СССР, № 83. — М.-Л., 1961.
- Корпус боспорских надписей. — М.-Л., 1965. Участие.
- Новая надпись из Гермонассы // Вестник древней истории, 1967, № 1.
- К надписи IOSPE II, 8 // Советская археология, 1968, № 3.
- Посвятительная надпись из Кеп // Вестник древней истории, 1970, № 2.
- Эпиграфические материалы Фанагорийской экспедиции // Вестник древней истории, 1977, № 3.
- Новая надпись из Гермонассы и некоторые замечания о лапидарной эпиграфике Боспора III в до н. э.// Вестник древней истории, 1984, № 2.
- Три неизданных надгробия из Керчи // Археология и история Боспора. Т. III. — Керчь, 1999.